# Psolus japonicus
Psolus japonicus is een zeekomkommer uit de familie Psolidae.
De wetenschappelijke naam van de soort werd in 1898 gepubliceerd door Hjalmar Östergren.